# Scisma (fumetto)
Scisma (Schism) è un arco narrativo sviluppatosi per cinque numeri sulle pagine dell'omonima miniserie tra il luglio e l'ottobre 2011, pubblicata dalla Marvel Comics. Sceneggiata da Jason Aaron per i disegni di Carlos Pacheco, Frank Cho, Daniel Acuña, Alan Davis e Adam Kubert, la trama si basa sull'arrivo dell'ennesima minaccia presso le coste di Utopia e i diversi metodi per contrastarla messi in atto dagli X-Men che porteranno in ultimo alla divisione in due fazioni guidate rispettivamente da Ciclope e Wolverine.

## Storia editoriale
Annunciata nel corso di una conferenza stampa nel marzo 2011 dal senior editor Nick Lowe, questo evento è parte integrante dell'iniziativa editoriale MMXI - The Year of the X-Men che punta a reintegrare gli X-Men sempre più attivamente nell'Universo Marvel.
Accanto alla miniserie principale, l'unico tie-in ufficiale è quello sulle pagine di Generation Hope sceneggiato da Kieron Gillen per i disegni di Salvador Espin e Tim Seeley, mentre il prologo che accenna ad una minaccia diretta ad Utopia ed alle origini dei quattro leader principali degli X-Men si trova sulla miniserie di quattro numeri (ciascuno dei quali disegnato da un artista differente) X-Men: Prelude to Schism di Paul Jenkins (testi) e Roberto De La Torre, Andrea Mutti, Will Conrad e Clay Mann (disegni). Lo scisma degli X-Men avrà il suo epilogo sulle pagine dell'albo fuori collana X-Men: Regenesis scritto da Kieron Gillen per i disegni di Billy Tan, che introduce l'omonimo arco narrativo crossover che stabilisce le alleanze di entrambi i fronti.

## Trama
Wolverine, ritornato ad Utopia dopo l'ennesima nottata passata a combattere il crimine, si rifiuta di addestrare Hope e le Luci ritirandosi nella sua stanza per riposare. Convocato da Ciclope per fargli da guardia del corpo durante un discorso alla conferenza internazionale sul controllo degli armamenti in Svizzera, gli dice di fidarsi della sua guida del genere mutante poco prima che questi salga sul palco invitando i principali leader mondiali a smantellare le Sentinelle in loro possesso, offrendo addirittura l'aiuto degli X-Men a tale fine. All'insaputa di tutti, proprio mentre le argomentazioni di Ciclope vengono messe in discussione, fa il suo ingresso in sala Kid Omega che rilascia una potente ondata psichica costringendo tutti i leader a rivelare i loro più oscuri segreti in diretta TV prima di fuggire. Dopo aver assistito al discorso televisivo in cui Quire rivendica la sua azione a nome di tutti i mutanti spiegando come in realtà gli umani li abbiano sempre temuti e odiati anche quando fingevano il contrario, Ciclope e Wolverine affrontano un manipolo di Sentinelle nascoste all'interno di un tir e fatte uscire dietro ordine di uno dei partecipanti prima di tornare ad Utopia. Mentre in giro per il mondo vecchi e nuovi modelli di Sentinelle vengono riattivati e posti a difesa di confini e città, Ciclope, Emma Frost, Magneto e Namor assistono con apprensione al crescente allarmismo. Intanto a NYC, il dodicenne Kade Kilgore dopo aver ammazzato il padre ed ereditato la compagnia produttrice di armi, fatto fuggire Kid Omega dalla sua unità di contenimento ed orchestrato il piano per fomentare l'isteria anti-mutanti, viene incoronato Re Nero del Club infernale.
Poiché le Sentinelle attivate mostrano segni di mal funzionamento arrecando danni a persone e cose, gli X-Men si organizzano per metterle fuori combattimento dividendosi in giro per il mondo. A NYC, Kade Kilgore spiega come i robot siano ormai obsoleti e di come il suo piano stia procedendo a gonfie vele impressionando alcuni membri del Club infernale che gli confidano di essere riusciti infine a riprendere il controllo del Club cacciando tutti i mutanti; con in borsa quattro miliardi di dollari si reca all'appuntamento con altri due associati impegnati nella contrattazione di lumache cerebrali con alcuni bracconieri alieni che termina in un bagno di sangue quando questi mettono in dubbio la credibilità della giovane Cerchia interna. Ad Utopia, intanto, durante un'accesa discussione Ciclope rifiuta le richieste di Wolverine di andare in missione contro le Sentinelle (spiegandogli che sarebbe più utile nei dintorni dell'isola nel caso ci dovesse essere un attacco) e dare la caccia a Quire proprio quando quest'ultimo fa il suo ingresso chiedendo asilo. La sua richiesta viene accettata da Ciclope che ne nasconde la presenza durante una video-chiamata di Steve Rogers scatenando le ire di Wolverine, che lascia l'isola, convinto che darlo in custodia ai Vendicatori sarebbe l'idea migliore.
Per cercare di placare l'isteria anti-mutanti il sindaco di SF anticipa l'apertura del museo a loro dedicato invitando gli X-Men a partecipare: Emma Frost, Colosso, Uomo Ghiaccio, Namor e Magneto calcano il tappeto rosso con lo scopo di rassicurare gli animi dando così il via alla fase successiva del piano di Kilgore che assieme alla sua Cerchia ed a mercenari con indosso le uniformi del Club prende d'assalto l'esposizione riuscendo efficacemente a mettere fuori gioco i mutanti con l'ausilio delle lumache. Mentre Ciclope e Wolverine si affrettano sul luogo del disastro, la richiesta di soccorso delle Naiadi viene raccolta dalla giovane Idie (invitata alla serata assieme ad altri studenti di Utopia) che andando contro le richieste di Wolverine di scappare decide di seguire il consiglio di Ciclope e fare quello che sente: utilizzando il suo potere riesce a mettere in salvo gli invitati uccidendo però una dozzina di mercenari. Arrivati subito dopo l'esplosione del museo, Wolverine discute animatamente con Ciclope di come sia stato sbagliato far combattere Idie ma l'attivazione di un nuovo tipo di Sentinella impedisce loro di continuare.
Ritornati in fretta ad Utopia, l'arrivo per mare della Sentinella mette in agitazione i pochi mutanti rimasti sull'isola. Mentre in infermeria si cerca un modo per staccare le lumache dai loro ospiti, il gruppo guidato da Hope e alcuni New X-Men si offrono volontari per combattere a fianco di Ciclope contro il parere di Wolverine che li informa di aver attivato diversi chili di esplosivo al plastico pronti per detonare non appena premerà il detonatore. Ordinato ai ragazzi di aiutare a preparare i feriti per l'evacuazione, Ciclope si scaglia contro l'amico affermando che chiunque voglia aiutare nella difesa può farlo indipendentemente dalla sua età e che la distruzione dell'isola non salverebbe i mutanti dalla crescente paura mondiale ma anzi li lascerebbe senza un posto in cui rifugiarsi compromettendoli sul piano mediatico facendoli apparire deboli. Poiché le sue argomentazioni si rivelano infruttuose e con ormai la Sentinella a pochi passi dalla spiaggia, un frustrato Ciclope rivela a Wolverine che Jean non l'aveva mai veramente amato e che anzi aveva paura di lui; furioso, il secondo controbatte domandandogli di chi avrebbe avuto paura se fosse vissuta (implicitamente riferendosi alla scelta di Ciclope di far combattere dei ragazzi). In preda all'ira ed ormai incuranti della minaccia, i due cominciano a combattersi senza esclusione di colpi interrompendosi solo quando notano che i ragazzi sono impegnati nello scontro con la Sentinella. Una volta sconfittala e lasciata passare la sera per riposarsi, al mattino Wolverine si reca nell'ufficio di Ciclope lamentandosi di star addestrando dei soldati invece di educare degli adolescenti e che il loro utilizzo durante l'attacco è stata una pessima idea; deciso a trovare un altro modo per prendersi cura dei ragazzi, annuncia di volersene andare prendendo con sé tutti quelli disposti a seguirlo.
Mentre Kade Kilgore e i suoi associati brindano ai loro piani futuri ed alla sede newyorkese del Club infernale Warpath, Domino e Gambit trovano i cadaveri di tutti i membri avvelenati, Wolverine e i suoi atterrano fra le rovine dello Xavier Institute a Westchester affermando di essere tornati a casa.

## Tie-in

### Generation Hope
Dietro insistenza di Laurie, perché preoccupata per la sua visione negativa dell'essere un mutante, Idie accetta di partecipare all'inaugurazione del museo di storia mutante. Lasciata Laurie a discutere con Kenji, incontra Prodigy che davanti ad un ritratto di William Stryker le racconta dell'incursione di questi e dei suoi Purificatori allo Xavier Institute e dell'omicidio di massa lì perpetrato. Immersa nell'esplorazione giunge nell'ala delle "realtà alternative" dove visiona un racconto di Marvel Girl della sua dimensione natale e di come abbia partecipato, in qualità di Segugio, alla caccia ai mutanti per confinarli nei campi di concentramento avvertendo che potrebbe succedere tutto di nuovo se non si presta attenzione. Riunitasi a Laurie si dirigono verso un'altra esposizione quando vengono investite da un'esplosione e si separano; rimasta sola raccoglie la richiesta di soccorso delle Naiadi e, decidendo di fare ciò che ritiene necessario (come le dice Ciclope), uccide tutti i mercenari assoldati dal Club infernale. Tornato ad Utopia il gruppo viene spaccato dall'affermazione di Kenji che Utopia è la loro casa e dal dissenso di Laurie, decisa a portare con sé Idie, a rimanere per combattere, ma lo strano legame che unisce tutti ad Hope le impedisce di andarsene. Le due iniziano così a litigare, seguite subito da Teon e Gabriel, e solo l'intervento pacificatore di Idie riesce a farli smettere. L'inaspettato arrivo dei New X-Men con la proposta di difendere l'isola ricompatta, per il momento, il gruppo che si schiera a fianco di Ciclope fronteggiando la Sentinella.

## Pubblicazione
- Capitolo 1
  - X-Men: Schism n. 1 (luglio 2011, in USA)
  - Marvel World n. 6 (marzo 2012, in Italia)
- Capitolo 2
  - X-Men: Schism n. 2 (luglio 2011, in USA)
  - Marvel World n. 7 (aprile 2012, in Italia)
- Capitolo 3
  - X-Men: Schism n. 3 (agosto 2011, in USA)
  - Marvel World n. 7 (aprile 2012, in Italia)
- Capitolo 4
  - X-Men: Schism n. 4 (settembre 2011, in USA)
  - Marvel World n. 8 (maggio 2012, in Italia)
- Capitolo 5
  - X-Men: Schism n. 5 (ottobre 2011, in USA)
  - Marvel World n. 8 (maggio 2012, in Italia)

### Tie-in
- Maggio 2011
  - X-Men: Prelude to Schism nn. 1-2[4]
- Giugno 2011
  - X-Men: Prelude to Schism nn. 3-4[4]
- Agosto 2011
  - Generation Hope n. 10
- Settembre 2011
  - Generation Hope n. 11
- Ottobre 2011
  - X-Men: Regenesis